# سيهكوواس
سيهكوواس (بالإنجليزية: Sijekovac)‏ هي مستوطنة تقع في البوسنة والهرسك في Brod. يقدر عدد سكانها بـ 1,551 نسمة .